# 조쉬 콘브러스

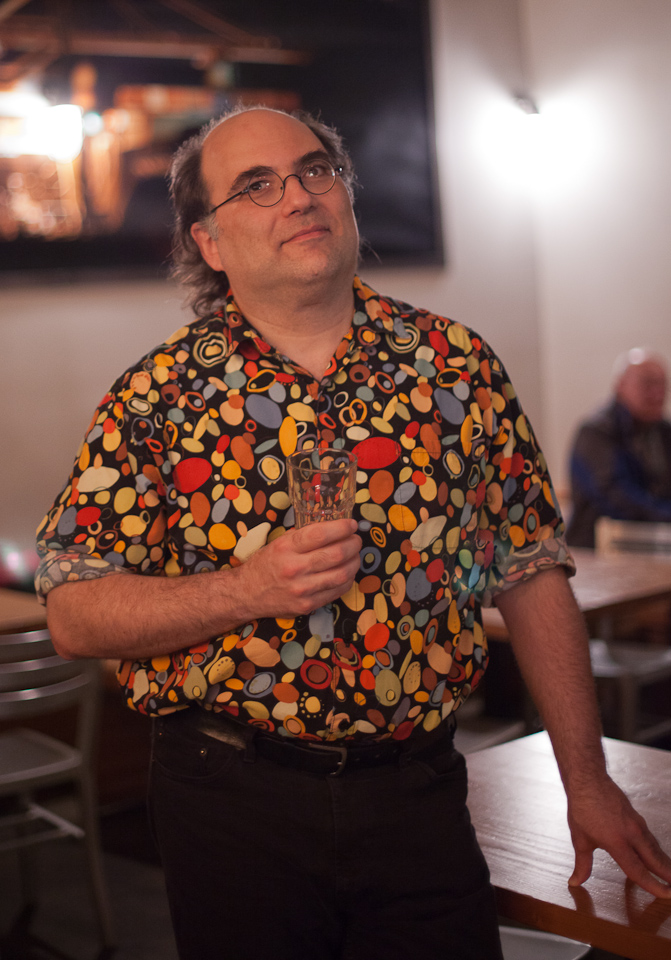

조쉬 콘브러스(Josh Kornbluth, 1959년 5월 21일 ~ )는 미국의 배우, 텔레비전 배우이다.

## 영화
- 러브 앤 택스 (2015년)
- 페이스 (2008년)
- 스트레인지 컬처 (2007년) - 본인 역
- 다윈어워드 (2006년)
- 하이쿠 터널 (2001년)
- 바틀바이 (2001년)
- 바이 바이 아메리카 (1994년)